# Erbengrün
Erbengrün ist ein Ortsteil von Langenwetzendorf im Landkreis Greiz in Thüringen.
Erbengrün liegt südlich von Langenwetzendorf an der Kreisstraße 206 im Thüringer Schiefergebirge.

## Geschichte
Am 25. August 1444 wurde der Ort erstmals urkundlich erwähnt.
Seit 1994 ist Erbengrün in Langenwetzendorf eingemeindet. 130 Einwohner leben in dem Ortsteil.
Die Landwirtschaft spielte und spielt eine Rolle. Ein Wiedereinrichter bewirtschaftet die meisten Flächen.